# Wijhe
Wijhe est un village situé dans la commune néerlandaise d'Olst-Wijhe, dans la province d'Overijssel. Le 1er janvier 2006, le village comptait 5 640 habitants.

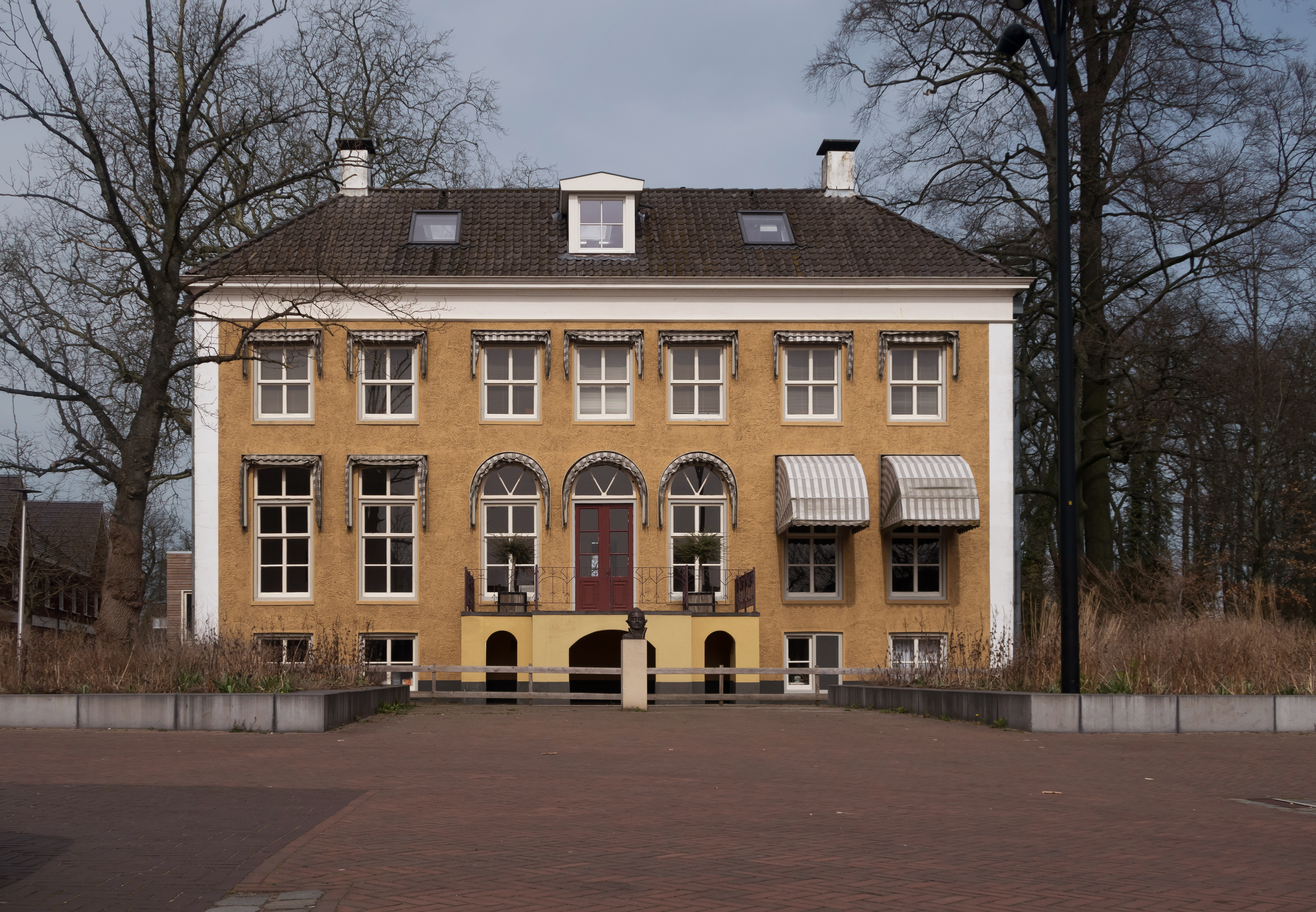
Wijhe, la villa sur la Van Dedemplein